# Тили Багшоу
Тили Багшоу (на английски: Tilly Bagshawe) е английска журналистка и писателка, авторка на бестселъри в жанра чиклит и трилър. Сестра е на писателката Луиз Багшоу.

## Биография и творчество
Матилда „Тили“ Емили Багшоу е родена на 12 юни 1973 г. в Лондон, Англия, в семейството на Никълъс Багшоу и Дафне Тригс. Баща ѝ произхожда от фамилия на католически дворяни и художници. Има две сестри и брат. Учи в католическата девическа гимназия „Уолдингам“ в Съри. Там на 17 години забременява, но завършва на 18 години със съдействието на преподавателите си.
С 10-месечната си дъщеря Персефона започва да учи английска литература и история в Колежа „Сейн Джон“ в Кеймбриджкия университет. След дипломирането си с магистърска степен, на 26 години, става най-младият партньор в една от световните хедхънтинг фирми „Heidrick & Struggles“, и работи в нея в продължение на 6 години в Лондон и Лос Анджелис, специализирайки в инвестиционното банкиране. През 2001 г. започва да пише за изданията на „Таймс“, „Дейли Мейл“ и „Ивнинг Стандарт“.
През 2005 г. е издаден първият ѝ роман „Всичко си има цена“. Той става бестселър и тя се посвещава на писателската си кариера.
Става световноизвестна с довършването на романите на писателя Сидни Шелдън по неговите идеи, записки и ръкописи.
Тили Багшоу живее със семейството си в Лос Анджелис, Кенсингтън, Лондон, и в къщата им на остров Нантъкет.

## Произведения

### Самостоятелни романи
- Adored (2005)
Всичко си има цена, изд. ИК „Бард“, София (2006), прев. Лили Христова
- Showdown (2006)
Дуел, изд. ИК „Бард“, София (2008), прев. Елена Чизмарова
- Do Not Disturb (2008)
- Flawless (2009)
Богати и безмилостни, изд. ИК „Бард“, София (2010), прев. Цветана Генчева
- Scandalous (2010)
- The Inheritance (2014)
- The Show (2015)
- Grand Designs (2016)

#### Довършени романи на писателяСидни Шелдън
- Sidney Sheldon's Mistress of the Game (2009) – продължение на „Диамантената династия“ от Сидни Шелдън
Диамантената наследница, изд. ИК „Бард“, София (2010), прев. Мариана Христова
- Sidney Sheldon's After the Darkness (2010)
След тъмнината, изд. ИК „Бард“, София (2012), прев. Ивайла Божанова
- Sidney Sheldon's Angel of the Dark (2012)
Ангел на мрака, изд. ИК „Бард“, София (2013), прев. Елена Чизмарова
- Sidney Sheldon's The Tides of Memory (2013)
Приливът на тайните, изд. ИК „Бард“, София (2014), прев. Анета Макариева-Лесева
- Sidney Sheldon's Chasing Tomorrow (2014)
Нощта преди разсъмване, изд. ИК „Бард“, София (2015), прев. Лили Христова
- Sidney Sheldon's Reckless (2015)
Безразсъдно, изд. ИК „Бард“, София (2016), прев. Венцислав Божилов
- Sidney Sheldon's Mistress of the Game (2017)
- Sidney Sheldon's The Silent Widow (2018)

### Серия „Чудесната долина“ (Swell Valley)
1. One Christmas Morning (2012)
2. One Summer's Afternoon (2013)
3. The Bachelor (2016)